# ГЭС Вальхензе
ГЭС Вальхензе (нем. Walchenseekraftwerk) — деривационная гидроэлектростанция в общине Кохель-ам-Зе в земле Бавария в Германии. Верхним водохранилищем выступает горное озеро Вальхензе на высоте 802 м над уровнем моря, нижним — Кохельзе на высоте 600 м над уровнем моря в Баварских Предальпах (массив Северных Известняковых Альп. Введена в эксплуатацию в 1924 году. Установленная мощность 124 МВт. Годовая выработка электроэнергии — 300 млн кВт⋅ч. Принадлежит государственной компании Uniper Kraftwerke.
Полезный объём водохранилища — 110 млн м³.

Каскад Вальхензе

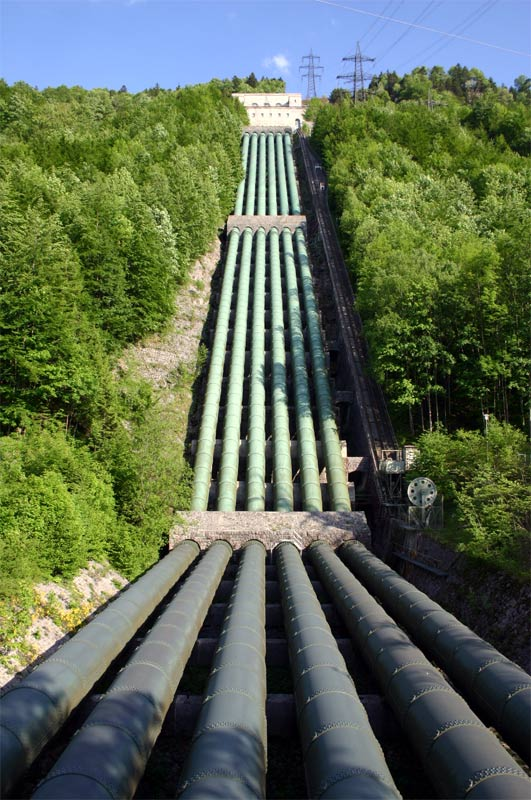
Деривационные трубопроводы ГЭС Вальхензе

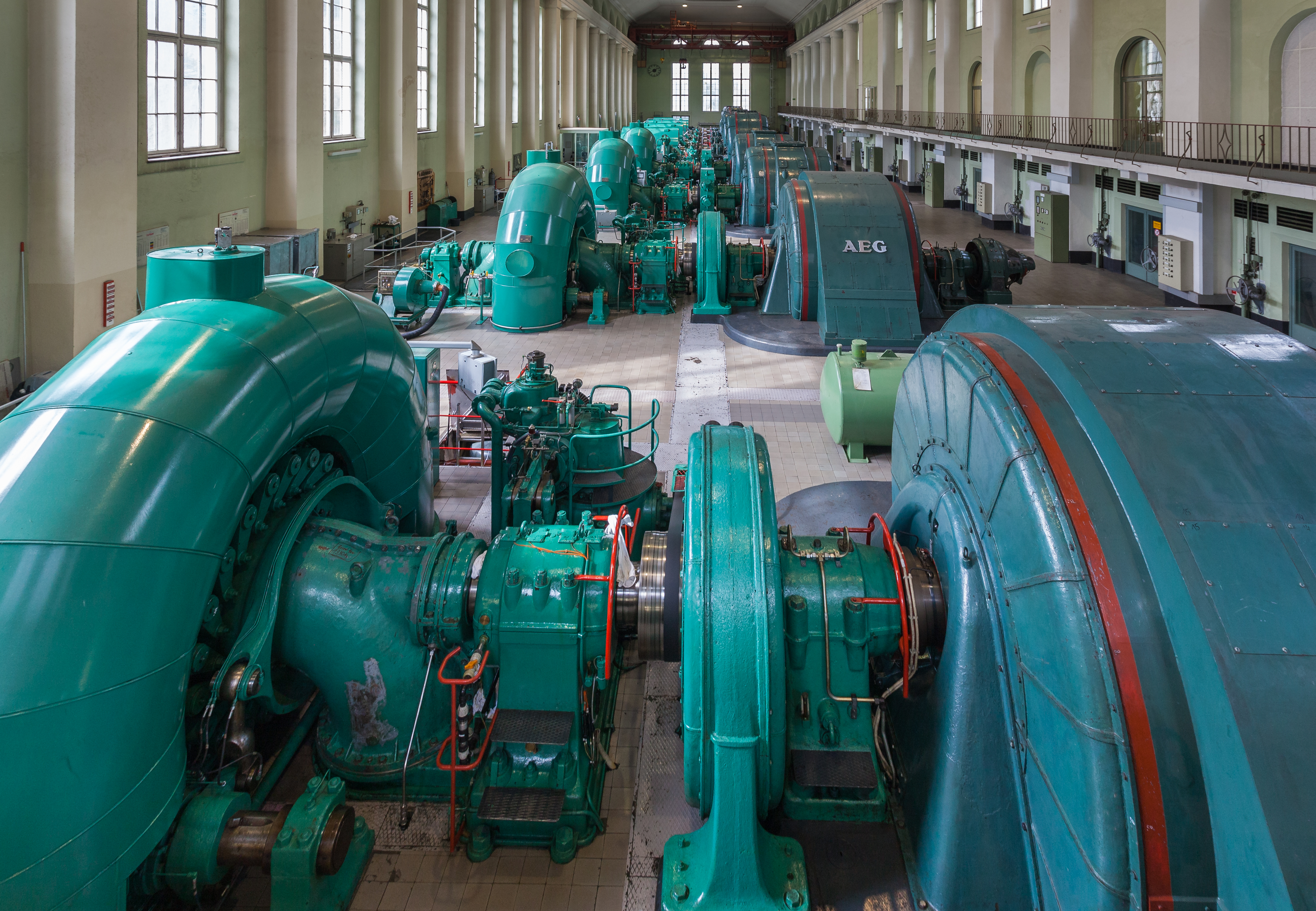
Машинный зал

Установлены 4 турбины Френсиса и 4 турбины Пелтона. Турбины Френсиса с генераторами по 18 МВ·А вырабатывают трёхфазный ток. 
Турбины Пелтона с однофазными генераторами покрывают так называемую пиковую нагрузку железнодорожного оператора Deutsche Bahn, вырабатывая около 100 млн кВт⋅ч в год. Электроэнергия подаётся в сеть DB Energie, дочерней компании Deutsche Bahn. Это тяговый ток — однофазный переменный ток 15 кВ 16⅔ Гц, который используется в Германии для электрификации железных дорог.
Для обеспечения работы гидроэлектростанции Вальхензе увеличен расход реки Обернах, впадающей в озеро Вальхензе, за счёт подвода по каналу стока реки Изар. Для этого на реке Изар была построена в 1924 году плотина Крюн. Этот сток использует деривационная гидроэлектростанция Обернах, построенная с апреля 1954 года по февраль 1957 года (пуск 1-го агрегата осуществлён в феврале 1955 года). Введена в эксплуатацию в ноябре 1955 года. Установленная мощность 12,5 МВт (два агрегата с генераторами по 8 МВ·А), напор 68 м, годовая выработка электроэнергии — 61 млн кВт⋅ч.
В 1924 году построена плотина на притоке Изара Яхен для обеспечения работы гидроэлектростанции Вальхензе.
В 1927 году в Австрии построена гидроэлектростанция, верхним водохранилищем которой выступает Ахензе. Это лишило Изар 1/6 части её стока. Чтобы компенсировать это к баварской гидроэлектростанции Вальхензе была проведена вода с австрийской территории. Соглашение между федеральным правительством Австрии и правительством земли Бавария об отводе вод притоков Изара Риссбах, Дюррах и Вальхен подписано 16 октября 1950 года. Сток осуществляется по тоннелю. Этот сток использует деривационная гидроэлектростанция Нидернах, установленная мощность 2,5 МВт, годовая выработка электроэнергии — 10 млн кВт⋅ч. Введена в эксплуатацию в июне 1951 года.
В каскад входит плотина на реке Лойзах, вытекающей из Кохельзе.
Общая установленная мощность каскада Вальхензе — 140 МВт, годовая выработка электроэнергии — 370 млн кВт⋅ч.
Общая установленная мощность группы гидроэлектростанций на реке Изар и её притоках составляет 364 МВт при годовой выработке электроэнергии около 1600 млн кВт⋅ч. В группу входят 26 русловых гидроэлектростанций установленной мощностью 240 МВт.